# Södermanlands runinskrifter 50
Södermanlands runinskrifter 50 är en runsten i Jogersta, Tuna socken och Nyköpings kommun i Södermanland. Den står på E4:ans södra sida mellan Svalsta och Tuna kyrka och cirka hundra meter öster om Råbäcken.

## Stenen
Stenen är av granit med rödaktiga partier. Den är 140 centimeter hög, 120 centimeter bred och 10–25 centimeter tjock. Runhöjden är 9–12 centimeter. Fundamentet av betong är cirka 15 cm högt. Runstenen påträffades 1906 vid plöjning på Jogersta Västergårds mark, i åkern nio steg från landsvägsdiket och hundra steg öster om den bäck som rinner vid landsvägen väster om Annebäck. Den restes på en åkerholme cirka 190 meter sydost om nuvarande placering. Se även 16:1, som är fyndplatsen.

## Inskriften

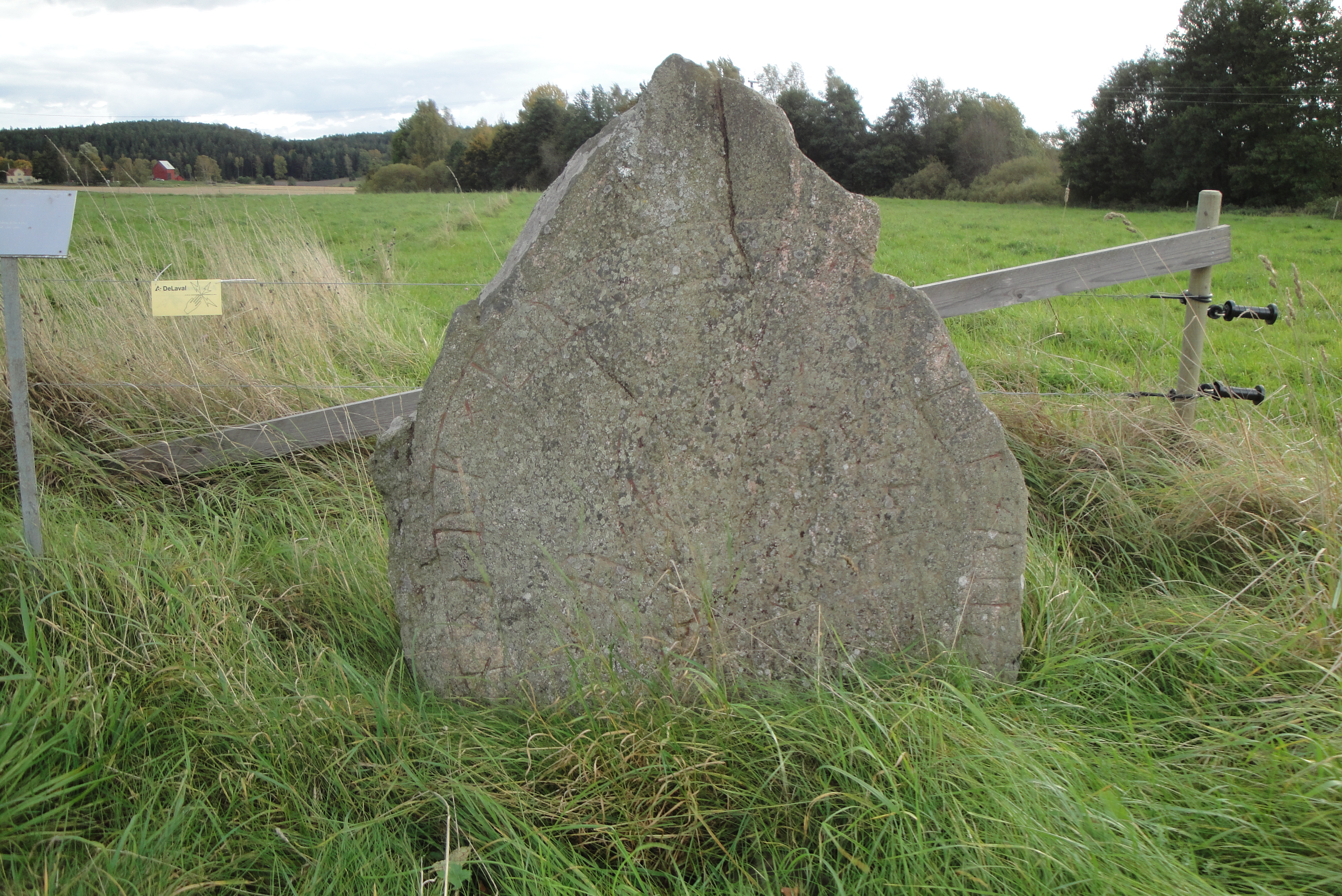

Translitterering av runraden:
þorbiarn × auk × fraylaug × litu × rita × stan × iftʀ × ayt sun sin
Normalisering till runsvenska:
Þorbiorn ok Frøylaug letu retta stæin æftiʀ Øynd, sun sinn.
Översättning till nusvenska:
Torbjörn och Frölög läto resa stenen efter Önd, sin son.